# وینچنزو توماسونه
وینچنزو توماسونه (انگلیسی: Vincenzo Tommasone؛ زادهٔ ۳۰ ژوئن ۱۹۹۵) بازیکن فوتبال اهل ایتالیا است.
از باشگاه‌هایی که در آن بازی کرده‌است می‌توان به باشگاه فوتبال رجینا، باشگاه فوتبال اینتر میلان، و باشگاه ورزشی لاتزیو اشاره کرد.